# Embargo alimentaire russe de 2014
L'embargo alimentaire russe de 2014 est un embargo sur les produits alimentaires venant de l'Union européenne, de Norvège, de l'Australie, du Canada et des États-Unis, mis en place par la Russie en réaction aux sanctions économiques mises en place par ces pays.

## Mise en place de l'embargo
À la suite des sanctions économiques visant la Russie, l'embargo est décrété par Vladimir Poutine, le 6 août 2014, et annoncé le lendemain. Cet embargo a une durée d'un an, et concerne l'ensemble des produits alimentaires, à l'exception de quelques produits comme les vins et spiritueux ou les produits pour bébés. La viande, le poisson, les produits laitiers et les fruits et légumes sont particulièrement ciblés. La valeur des produits touchés par l'embargo est estimée dans un premier temps à 9 milliards de dollars.
Le 20 octobre 2014, la Russie annonce l'extension de l'embargo à de nouvelles catégories, ceux des produits dérivés de la viande comme les abats et les farines animales.
En août 2015, la Russie annonce l'extension de l'embargo à 4 nouveaux pays en plus de l'Union européenne, de la Norvège, de l'Australie, du Canada et des États-Unis. Ces 4 pays sont : l'Albanie, le Monténégro, le Liechtenstein et l'Islande. De plus, la Russie menace également d'étendre l'embargo à l'Ukraine. En décembre 2015, Dmitri Medvedev, premier ministre de la Russie, annonce l'intention de mettre en application cette menace le 1er janvier 2016, à la suite de l'entrée ce même jour de l'accord d'association entre l'Ukraine et l'Union européenne, en plus de la suspension de l'accord de libre-échange au sein de la Communauté des États indépendants pour les échanges entre la Russie et l'Ukraine.
En mai 2016, Dmitri Medvedev annonce le prolongement de l'embargo alimentaire jusqu'à la fin 2017. Entretemps, les importations agricoles russes vis-à-vis des pays touchés par l'embargo sont passées d'environ 9 milliards de dollars en 2013 à 143 millions de dollars en 2015. Les exportations françaises dans ce domaine sont ainsi passées de 386,8 millions de dollars à 23,3 millions de dollars, alors que les exportations norvégiennes sont elles passées de 1,1 milliard de dollars à 9,7 millions de dollars. En juin 2017, l'embargo est de nouveau prolongé jusqu'à au moins la fin 2018.

## Conséquences

### Conséquences sur le marché intérieur
D'après plusieurs commentaires, ces embargos risquent d'augmenter l'inflation en Russie et de réduire les prix alimentaires en Europe. L'inflation en octobre 2014 en Russie est de 7,6 %[réf. souhaitée]. À l'inverse, les prix en Europe de la viande de porc sont en forte chute avec, en octobre 2014, une baisse de 23 % par rapport à juin 2014.
En décembre 2014, l'estimation de l'inflation annuelle en 2014 est estimée de 10,4 %. Cette inflation est plus forte sur les denrées alimentaires, avec une inflation de 20,5 % pour le poisson, de 28,4 % pour le fromage, de 26,7 % pour le porc, de 22,3 % les pommes, mais que de 10,5 % pour le bœuf.
L'autorité de surveillance agricole russe a ouvert des pourparlers avec plusieurs pays pour compenser le déficit des importations alimentaires et pour prévenir une hausse des prix.
L'embargo a augmenté temporairement les importations de la Russie vis-à-vis des pays non touchés par l'embargo, dont notamment le Brésil, le Chili, l'Argentine ou encore la Biélorussie. La Russie est devenue exportatrice record de céréales, 127 millions de tonnes en 2017 (première exportatrice de blé à partir de 2016). Elle est devenue autosuffisante en viande de porc et en viande de volaille. La production de viande, toutes filières confondues a connu des chiffres en forte hausse. Désormais la Russie est exportatrice et revient sur le marché mondial.
Même si l’embargo était levé, la Russie ne serait plus tributaire d’importations européennes qui soutenaient auparavant les prix européens. Le Brésil qui avait pris le relais depuis l’embargo est condamné également à trouver d'autres marchés.
Alors que 30 % des trois millions de tonnes de pommes produites en Pologne étaient exportées vers la région moscovite, l'embargo a causé plusieurs faillites. Les producteurs se sont donc tournés vers de nouveaux marchés : Égypte, Inde et Libye en-dehors de l'UE, Italie et Espagne à l'intérieur. Entre 2018 et 2019, la production de pommes polonaises a ainsi augmenté de 61 %.

### Soutien des producteurs par l'Union européenne
Le 11 août 2014, 33 millions d'euros de fonds ont été alloués par l'Union Européenne au soutien des producteurs de pêche et de nectarine.
Le 18 août 2014, la commission européenne annonce le déblocage d'environ 125 millions d'euros d'aides pour soutenir les prix d'un certain nombre de fruits et légumes (pomme, poire, prune, concombre, cornichon, choux, chou-fleur, carotte, poivrons, etc.), somme liée aux fonds de soutien aux marchés agricoles. Cette aide correspond à des indemnités aux producteurs qui acceptent de retirer leur produit des marchés, correspondant à 5 à 10 % de la production, indemnisé entre 50 % et 100 %,.
Le 3 septembre 2014, la direction générale de l'agriculture de la Commission européenne annonce une rallonge de 30 millions d'euros au fonds de promotion à l'étranger des produits agricoles de l'Union européenne.
Le 10 septembre 2014, les mesures d'aides de 125 millions d'euros sont suspendues à la suite de demandes d'indemnisation jugées disproportionnés, notamment de la part de producteurs polonais.
Le 30 septembre 2014, la commission européenne annonce le déblocage de 165 millions d'euros pour soutenir les producteurs agricoles européens. Les aides devraient être similaires à l'aide de 125 millions annulée.
« L'impact direct et indirect de l'embargo russe sur la filière porcine française s'élève à 400 millions d'euros par an pour la France. Pour l'Union européenne, la perte s'élèverait à 4 milliards d'euros », d'après Guillaume Roué, président d'Inaporc, interprofession nationale porcine.

### Conséquences pour les autres pays exportateurs
L'association marocaine des exportateurs a déclaré que la Russie avait été mise en tête des destinations intéressantes, notamment pour les exportateurs d'agrumes.
Fin août 2014, l'embargo russe sur l'UE a dopé les exportations de fromages, de fruits et de légumes suisses vers la Russie, grâce au fait que la Suisse n'est pas touchée par l'embargo.
Au Brésil, l'association des producteurs de protéines animales a fait savoir que les producteurs brésiliens étaient prêts à augmenter de 50 % leurs exportations de volaille vers la Russie, pour un montant de 450 000 tonnes par an.

## Contournement et contremesures
Des témoignages récurrents parlent de contournement de l'embargo par un ré-étiquetage de produits en Biélorussie (qui semble le principal bénéficiaire de l'embargo[réf. nécessaire]), mais aussi dans les pays des Balkans préservés  de l'embargo, du Kazakhstan ou encore du Maroc,,.  
En vue de lutter contre ces contournements, le service fédéral de surveillance vétérinaire et phytosanitaire (Rosselkhoznadzor) a restreint les importations de viande du Monténégro, ainsi que les importations de viande et de fruits de Moldavie et les importations de fruits et légumes d'Ukraine[réf. souhaitée]. Le Monténégro a adhéré à l'OTAN le jeudi 3 décembre 2015 malgré les tentatives de la Russie de l'en dissuader. Quant à la Moldavie, elle lui reproche de s'être tournée vers l'Union Européenne. En réalité, la fraude aux douanes et la corruption étaient répandues en Russie bien avant les sanctions et les fonctionnaires russes s'en accommodent toujours aussi bien qu'avant.
En août 2015, les autorités russes ont détruit plusieurs centaines de tonnes de nourritures ré-étiquetées en provenance des pays sous embargo, dans le but de faire respecter l'embargo,.